# Karoline Trojer
Karoline Trojer (* 13. August 1984 in Innichen) ist eine ehemalige italienische Skirennläuferin. Die Südtirolerin startete in allen Disziplinen, fuhr im Weltcup einmal unter die schnellsten 30 und erreichte im Europacup drei Podestplätze.

## Biografie
Trojer fuhr ihre ersten FIS-Rennen im Dezember 1999. Die ersten Einsätze im Europacup folgten im Februar 2001, dort ging sie aber erst ab der Saison 2002/03 regelmäßig an den Start. Im Jahr 2003 nahm sie an den Juniorenweltmeisterschaften in Frankreich teil und erreichte als bestes Resultat den elften Rang im Super-G. Ein Jahr später war sie weniger erfolgreich und kam bei den Juniorenweltmeisterschaften 2004 nicht über einen 39. Rang im Riesenslalom hinaus.
Im Weltcup startete Trojer erstmals am 24. Januar 2004 im Riesenslalom von Maribor. Bis zur Saison 2007/08 kam sie allerdings nur in insgesamt fünf Weltcuprennen zum Einsatz und erreichte nie die Punkteränge. Im Europacup erreichte sie am 14. Dezember 2005 mit dem dritten Rang im Riesenslalom von Alleghe erstmals das Podest, am 24. Januar 2006 kam sie im Super-G von Megève auf Platz zwei. In der Weltcupsaison 2008/09 nahm die Italienerin an insgesamt fünf Rennen teil und holte am 20. Februar mit Platz 26 in der Super-Kombination von Tarvisio ihre ersten und einzigen Weltcuppunkte. Vier Tage später erreichte sie im Europacup ebenfalls bei einer Super-Kombination in Tarvisio ihren dritten Podestplatz. Insgesamt erreichte die Sportsoldatin in der Europacupsaison 2008/09 den sechsten Gesamtrang. Ihre letzten Rennen fuhr Trojer Ende März 2009 bei den italienischen Meisterschaften.

## Erfolge

### Juniorenweltmeisterschaften
- Briançonnais 2003: 11. Super-G, 20. Riesenslalom
- Maribor 2004: 39. Riesenslalom, 51. Super-G

### Weltcup
- 1 Platzierung unter den besten 30

### Europacup
- Saison 2005/06: 6. Super-G-Wertung
- Saison 2006/07: 6. Super-Kombinations-Wertung
- Saison 2008/09: 6. Gesamtwertung, 4. Super-Kombinations-Wertung, 8. Abfahrtswertung
- 3 Podestplätze

### Weitere Erfolge
- Italienische Meisterin in der Kombination 2003
- 8 Siege in FIS-Rennen (3× Slalom, 2× Riesenslalom, 2× Super-G, 1× Super-Kombination)